# Commerce Court
Der Commerce Court ist ein Gebäudekomplex. Es besteht aus vier Bürohochhäusern und befindet sich im Finanzdistrikt von Toronto in Kanada. Besitzerin des Komplexes ist die Canadian Imperial Bank of Commerce (CIBC).

## Geschichte
Das erste Bürogebäude, bekannt auch als Commerce Court North, wurde 1930 erbaut und diente als Hauptsitz der Canadian Bank of Commerce. Das Gebäude verfügt über 34 Stockwerke.  Beauftragt wurden die Architekten des Büros Pearson and Darling und York and Sawyer.
1972 wurden drei weitere Gebäude gebaut. Das Commerce Court West wurde von den Architekten Pei Cobb Freed & Partners entworfen. Es verfügt über 57 Stockwerke und war das höchste Gebäude Kanadas von 1972 bis 1976. Daraufhin folgte das Commerce Court East mit 13 Stockwerken und das Commerce Court South mit fünf Stockwerken.
1994 wurden die Architekten von Zeidler Partnership Architects beauftragt, das Gebäude grundlegend zu renovieren.

## Mieter
Die größten Mieter von Büroflächen sind u. a.:
- Barrick Gold
- Blake, Cassels & Graydon (Rechtsanwälte)
- CIBC
- Deloitte & Touche
- Deutsche Bank
- Guardian Capital Group